# فاونتن إل. تومسون
فاونتن إل. تومسون هو قاضي وسياسي أمريكي، ولد في 18 نوفمبر 1854 في مقاطعة ماكوبين في الولايات المتحدة، وتوفي في 4 فبراير 1942 في لوس أنجلوس في الولايات المتحدة. نشط حزبياً في North Dakota Democratic Party ‏ والحزب الديمقراطي. وقد انتخب عضو مجلس الشيوخ الأمريكي ‏ عن دائرة North Dakota Class 3 senate seat ‏ وقد انضم خلال فترته النيابية ‏ (10 نوفمبر 1909 – 31 يناير 1910) للكتلة البرلمانية الحزب الديمقراطي وانتخب عضو مجلس الشيوخ الأمريكي ‏.